# Jan de Wael

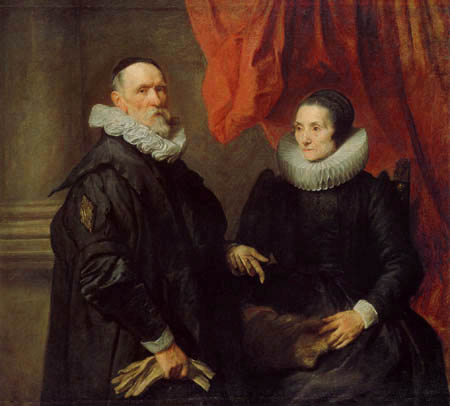
Anton van Dyck, Jan de Wael y su esposa Gertrude de Jode, óleo sobre lienzo, 125 x 140 cm, Múnich, Alte Pinakothek.

Hans o Jan de Wael (Amberes, 1558 –1633), fue un marchante y pintor barroco flamenco.
Hacia 1570 entró en el taller de Frans Francken I como aprendiz. Pasó luego a París y quizá hiciese un viaje a Italia para ampliar su formación. De regreso en Amberes se registró en 1588 como maestro en el gremio de San Lucas del que en 1595 fue elegido decano. Casado con Geertruijdt de Jode, hermana de Pieter de Jode I, fue padre de Lucas y Cornelis de Wael, pintores y marchantes de arte establecidos en Génova donde entraron en contacto con Anton van Dyck, que los retrató. También fue abuelo del pintor y grabador Jan Baptist de Wael II.
Pintor de escenas religiosas y paisajes, fue maestro en Amberes de Jacques Firens, Jan Roos y Carel Simons.